# انکویا
انکویا (به اسپانیایی: Ancuya) یک سکونتگاه مسکونی در کلمبیا است که در بخش نارینیو واقع شده‌است.